# L'Anneau de Cassandra (téléfilm)
Pour les articles homonymes, voir The Ring.
Pour plus de détails, voir Fiche technique et Distribution.
L'Anneau de Cassandra (The Ring) est un téléfilm américain en deux parties réalisé par Armand Mastroianni et scénarisé par Nancy Sackett et Carmen Culver d'après le roman éponyme de Danielle Steel et diffusé à partir du 20 octobre 1996 sur le réseau NBC.

## Synopsis
Berlin, 1934. Cassandra Von Gottahardt, épouse d'un riche banquier et mère de deux enfants, se suicide. La jeune femme n'a pas supporté le meurtre de son amant, un juif assassiné sous ses yeux par la police du régime hitlérien. Dix ans ont passé, Ariana, la fille de Cassandra, est devenue une superbe jeune femme. Avec son père et son frère, elle aide Max, un ami juif, à quitter le pays pour la Suisse. Mais la servante dénonce ses patrons à la Gestapo.

## Distribution
- Nastassja Kinski (VF : Micky Sébastian) : Ariana von Gotthard
- Michael York (VF : Richard Darbois) : Walmar von Gotthard
- Rupert Penry-Jones (VF : Emmanuel Curtil) : Gerhard von Gotthard
- Carsten Norgaard (VF : Emmanuel Jacomy) : le capitaine Manfred von Tripp
- Jon Tenney (VF : Bernard Gabay) : Paul Liebman
- Julie Cox (VF : Julie Dumas) : Giselle
- Leigh Lawson : le père de Gisele
- Tim DeKay (VF : Bernard Alane)  : Max Thomas
- Linda Lavin (VF : Annie Sinigalia) : Ruth Liebman
- James Sikking (VF : Serge Lhorca) : Sam Liebman
- Kenneth Haigh (VF : Philippe Dumat) : Dr Kopek
- Alessandro Nivola (VF : Damien Boisseau) : Noel
- Elizabeth Barondes (VF : Nathalie Spitzer) : Tammy Liebman
- Leslie Caron : Madame de Saint Marne

## Bande originale
La musique est signée Michel Legrand, compositeur aussi de la chanson du générique, interprétée par Lisbet Guldbaek